# Thevetia amazonica
Thevetia amazonica är en oleanderväxtart som beskrevs av Adolpho Ducke. Thevetia amazonica ingår i släktet Thevetia och familjen oleanderväxter. Inga underarter finns listade i Catalogue of Life.